# Alfa Romeo 164
Alfa Romeo 164 var en bilmodell från Alfa Romeo som tillverkades mellan 1987 och 1997. Från 1989 såldes modellen i Sverige. 
Modellen, som endast fanns i fyrdörrars sedanversion, blev en stor säljframgång och var ett av resultaten av samarbetet i den så kallade De fyras klubb. Alfa Romeo 164 formgavs av det klassiska karosseridesignföretaget Pininfarina. Den såldes i början med de i Alfa Romeo-sammanhang klassiska motorerna 3,0 V6 och 2,0 TwinSpark, varav den förstnämnda hade 190 hästkrafter och den senare 144 hk. Senare tillkom andra alternativ, exempelvis QV-modellen (QV uttyds Quadrofoglio Verde, fyrklöver) 1990, med V6-motorn vässad till 200 hk. Modellen fick en ansiktslyftning  1992 och fick två olika utseenden, dels det gamla och dels det nya som fick benämningen Super. Då ändrades inredning, backspeglar och front och bilen fick polyelliptiska fram- och bakljus. Samma år introducerades även en vidareutvecklad V6-motor med 24 ventiler och en effekt på 211 hk. Även nu fanns en QV-modell, med 232 hk. Den gick också gick att få med fyrhjulsdrift och sexväxlad växellåda, kallad Q4.
Alfa Romeo 164 ersattes av Alfa Romeo 166.